# Thornton (Lancashire)
Thornton è una cittadina del Lancashire, in Inghilterra.